# MKBヴェスプレームKC
ヴェスプレーム・ハンドボール・クラブ（Kézilabda Club Veszprém）は、ハンガリーのハンドボールチーム。
1995年7月14-15日広島で開催された第1回ヒロシマ国際大会（ヴェスプレーム、ビーラム･S、日本代表、S･ウィーンが参加）の為に来日。3戦3勝で優勝した。ヨージェフ・エレーシュ選手がチーム優秀選手に選ばれた。引き続き、会場を広島から熊本に移し、ヒロシマ国際と同じ参加チームによる1995年7月21-23日熊本サマーカップにも出場。これも3戦3勝で優勝した。ヨージェフ・エレーシュ選手が最優秀選手に選ばれた。

## 獲得タイトル
- ネムゼティ・バイノクシャーグI優勝（24回）:  1985, 1986, 1991–92, 1992–93, 1993–94, 1994–95, 1996–97, 1997–98, 1998–99, 2000–01, 2001–02, 2002–03, 2003–04, 2004–05, 2005–06, 2007–08, 2008–09, 2009–10, 2010–11, 2011–12, 2012–13, 2013–14, 2014–15, 2015–16
- ハンガリーカップ優勝（25回）:  1984, 1988, 1988–89, 1989–90, 1990–91, 1991–92, 1993–94, 1994–95, 1995–96, 1997–98, 1998–99, 1999–00, 2001–02, 2002–03, 2003–04, 2004–05, 2006–07, 2008–09, 2009–10, 2010–11, 2011–12, 2012–13, 2013–14, 2014–15, 2015–16
- ハンガリースーパーカップ優勝（1回）:  2008/09
- EHFカップウィナーズカップ優勝（2回）  1991/92, 2007/08
- EHFカップウィナーズカップ２位（2回）: 1992/93, 1996/97
- EHFチャンピオンズリーグ２位（2回）: 2001/02

## チーム名の変遷
- ヴェスプレームイ・エーピートーク(Veszprémi Építők)
- VÁÉVエーピートーク(VÁÉV Építők)
- VÁÉVブラマク　(VÁÉV Bramac)
- ブラマク・スポーツ協会　(Bramac SE)
- フォテクス・ヴェスプレーム　(Fotex Veszprém)
- MKBヴェスプレームKC 　(MKB Veszprém KC)

## 有名な選手

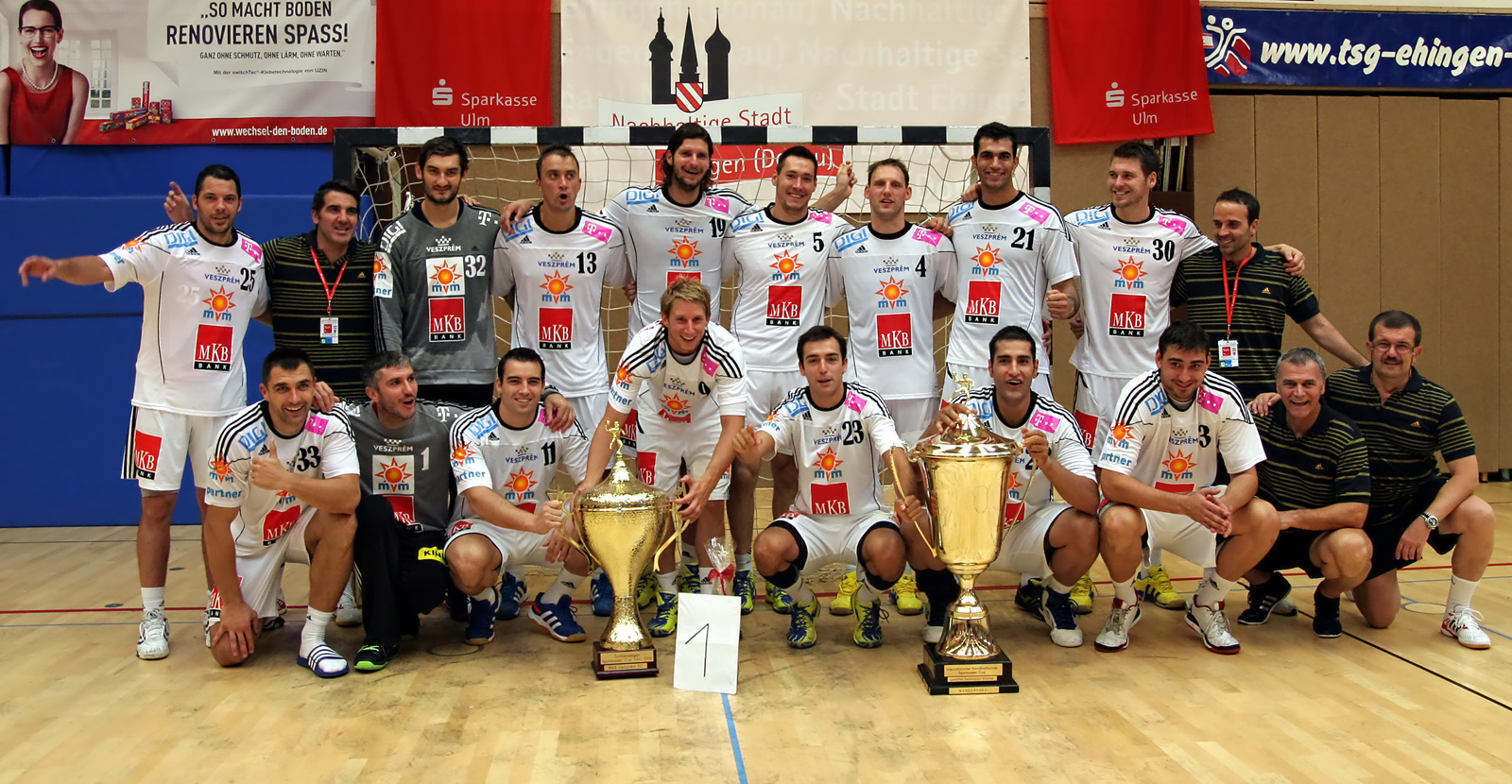
MKB Veszprém (2013)

| - ルーマニア マリアン・コズマ (Marian Cozma (1982-2009)) - ハンガリー チョクニャイ・イシュトヴァーン (Csoknyai István) - ハンガリー エーレシュ・ヨージェフ (Éles József) - ハンガリー ケレテース・バラージュ (Kertész Balázs) - ノルウェー ミルホル・ビャルテ・ハコン (Myrhol Bjarte Hakon) - 北マケドニア キリル・ラザロヴ (Kiril Lazarov） - クロアチア ヴラド・ショラ (Vlado Sola) - ハンガリー ガール・ジュラ (Gál Gyula) - ハンガリー ブダイ・ダーニエル (Buday Dániel) - ハンガリー トンボル・チャバ (Tombor Csaba) - クロアチア ジョンバ・ミルザ (Dzomba Mirza) |  | - キューバ ハンガリー イヴォ・ディアズ (Ivo Diaz) - ロシア ユリィ・ジトニコヴ (Jurij Zsitnyikov) - ハンガリー ペルゲル・ジョルト (Perger Zsolt) - ハンガリー タタイ・ペーテル (Tatai Péter) - セルビア ハンガリー シュテルビク・アールパード (Sterbik Árpád) - ウクライナ イゴル・ズビュク (Igor Zubjuk) - チェコ ルボミール・シュヴァイレン (Ľubomír Švajlen) - ハンガリー パーストル・イシトヴァーン (Pásztor István) - ハンガリー ルーマニア イイエーシュ・フレンツ (Ilyés Ferenc) - ハンガリー シャラシェヴィツ・ズラトコ (Saracevic Zlatko) |

## コーチ
| - ハンガリー ウングヴァーリ・アッティラ (Ungvári Attila) - ハンガリー ネーメトフ・チャバ (Németh Csaba) - ハンガリー キッシュ・スィラールド (Kiss Szilárd) - ハンガリー ポオール・ジュラ (Poór Gyula) - ハンガリー カロー・シャーンドル (Kaló Sándor) - ソビエト連邦 ヴァレリイ・メルニク (Valerij Melnyik) - ハンガリー ヨオース・アッティラ (Joósz Attila) |  | - ハンガリー コチシュ・パール (Kocsis Pál) - ハンガリー ヴァッシュ・シャーンドル (Vass Sándor) - ハンガリー ヴェルキ・ミハーイ (Velky Mihály) - ハンガリー コヴァーチュ・ラースロー (Kovács László) - クロアチア ズドラヴコ・ゾヴコ (Zdravko Zovko) - ハンガリー モチャイ・ラヨシュ (Mocsai Lajos) |